# Gajim
Gajim — це вільний інтернет-мессенджер для протоколу Jabber, який використовує GTK+. Підтримує операційні системи Windows, FreeBSD, Linux. Назва Gajim є рекурсивним акронімом Gajim is a jabber instant messenger (Gajim — це мессенджер для Jabber). Gajim простий в використанні та повнофункціональний Jabber клієнт.

## Особливості Gajim
- Підтримка табів у вікні чату
- Підтримка Jabber чатів
- Смайлики, аватари, передача файлів, закладки
- Перевірка правопису
- Підтримка Jaber-транспортів, автоматичне підключення до них
- Підтримка кількох аккаунтів
- Шифрування повідомлень, безпечне з'єднання
- Підтримка D-Bus
- XML-консоль

Gajim доступний на багатьох мовах, підтримується українська. Так як мессенджер підтримує транспорти є можливість підключення до протоколів MSN Live Messenger, ICQ, Yahoo! Messenger та інших.

## Дивись також
Список XMPP-клієнтів